# نور مالاتيا
نور مالاتيا (الأرمينية: Նորիանաթիա، وأيضا نور مالاتيا) هي مدينة في مقاطعة يريفان في أرمينيا.